# Zvara Tímea
Zvara Tímea (Budapest, 1991. szeptember 14. –) labdarúgó, középpályás.

## Pályafutása

### Klubcsapatban
2007-ben a Kőbányai Ifjúsági SE csapatában kezdte a labdarúgást. Ugyanebben az évben igazolt az MTK-hoz. 2008. május 17-én mutatkozott be az élvonalban a Győri ETO ellen idegenben, ahol csapata 6–2-re győzött. Azóta szezononként csak egy-két mérkőzésen lépett pályára. Az MTK-val két bajnoki címet és magyar kupa-győzelmet szerzett. A 2011–12-es szezonra az Femina csapatához igazolt.

## Sikerei, díjai
- Magyar bajnokság
  - bajnok: 2009–10, 2010–11
  - 2.: 2008–09
  - 3.: 2007–08
- Magyar kupa
  - győztes: 2010
  - döntős: 2008